# Turn Off Your Television
Turn off your television är en trio från Malmö med influenser i 60- 70- och 90-talet. Inspirerad av artister som Sparklehorse, Luna, Cracker och Grand Archives beskrivs deras musik ofta som alternativ melodisk folk/pop/rock.
Debutplattan "Turn off your television" släpptes sensommaren 2011 och fick ett varmt mottagande i såväl svenska tidningar som utländska bloggar och rankades högt på Kritiker.se.

## Bandmedlemmar
- Jon Rinneby: Sång, gitarr och produktion
- Stellan Klint: Bas och munspel
- Erik Willman: Trummor och kör

## Diskografi
- 2011 - Turn off your television
- 2012 - Humble waves (nyutgåva 2013)
- 2012 - Wasted time (EP)
- 2013 - Save all the liars